# Clonazione terapeutica
La clonazione terapeutica è una tecnica di clonazione che viene utilizzata in ambito terapeutico e che prevede la creazione di una coltura di cellule staminali derivanti da un embrione, che successivamente viene quindi sacrificato.

## Modello di clonazione terapeutica
A causa della fecondazione di una cellula uovo viene a formarsi uno zigote che viene poi enucleato.
Il nucleo della cellula che si vuole generare viene prelevato dalla cellula adulta e viene impiantato nell'ovocita enucleato.
Successivamente all'impianto nucleare viene a formarsi una blastocisti che corrisponde all'embrione umano.
Le cellule staminali embrionali vengono quindi prelevate e messe in coltura in previsione di un loro successivo utilizzo terapeutico.
La clonazione terapeutica è anche detta  "Somatic Cell Nuclear Transfer o SNCT". Uno degli scopi di questa nuova biotecnologia è di ovviare al problema del rigetto degli organi in pazienti che necessiterebbero un trapianto. Questa tecnica apre profonde problematiche etiche e sociali tanto che oggi è ancora ampiamente discussa.